# 自爆
自爆是指爆炸物自行爆炸，亦可指對自己使用的兵器和機械進行破壞。

## 概要
自爆大致可以分為三種。
1. 爆炸物因為意外事故而爆炸。
2. 火箭與導彈偏離目標時，為了避免誤傷而自行引爆。
3. 犧牲自己，進行自殺式爆炸攻擊的恐怖活動。

## 自爆的種類

### 意外引起的自爆
- 工廠因作業或倉儲管理不慎，所引發的氣爆或粉塵爆炸。

### 兵器的破壞
- 為了避免敵方接收武器後用於作戰，或是取得關鍵技術及機密資料等，而自行破壞大型武器，如軍艦、戰鬥機……。以具有定時裝置的炸藥，在搭乘人員撤离後引爆。例如，第一次世界大戰後的德國軍隊。

### 自殺式攻擊
- 恐怖活動的自殺炸彈

先拍攝錄影帶，然後綁著爆炸物往人群鑽。
- 人肉反坦克

步兵爬到坦克底盤引爆爆裂物。
- 大日本帝國在第二次世界大戰的自殺式攻擊

神風特攻隊跟回天魚雷。

### 自殺
- 引爆炸藥自殺者：

松永久秀
黃金生

## 衍生义
1. 自爆在某些場合指讓自己陷入窘境的行為，如投出暴投、使出被反擊的摔角技。
2. 在狼人杀里，部分狼人可以在白天翻牌，然后出局，这个动作也叫自爆。

## 在虛構作品中的自爆
自爆是一種動畫、漫畫、遊戲中常見的橋段，利用炸彈裝置或咒文等引爆，期望敵人或設施跟自己一起滅亡。常是出於最後手段或報復心態使用。也有因誤觸自爆裝置而產生的搞笑效果。忍者作品中自爆也用做被包圍下隱藏身份的作法。也有將人質改造成炸彈進行無差別屠殺的橋段（如無敵超人Zambot3中的人類爆彈）。
| 作品名稱                          | 簡介 |
| --------------------------------- | --- |
| 死亡筆記                          | 梅羅從黑手黨基地內逃出時按下自爆裝置。 |
| 七龍珠                            | 餃子、塞魯等曾在劇情中自爆。 |
| 新世紀福音戰士                    | 綾波零曾多次自爆作戰，最後導致零號機的毀滅。 |
| 新機動戰記鋼彈W                   | 五台鋼彈上都裝有自爆裝置。 |
| 鋼彈SEED                          | 札多軍MS如GINN、ASH都裝有自爆裝置；神盾鋼彈和正義鋼彈都曾使用自爆裝置；烏茲米為了拖延地球連合軍也曾在歐普基地內啟動自爆裝置。                                                                     |
| 鋼彈AGE                           | 域根宇宙要塞安巴特於蝙蝠擊退戰之中被地球聯邦軍中校古路迪克·艾諾亞率領的聯合艦隊攻陷，要塞司令基拿·佐伊啟動自爆程式將要塞炸毀。                                                                    |
| 洛克人X                           | 傑洛為了救X，曾自爆過。 |
| 達爾大冒險                        | 前勇者阿邦為了阻止復活的巴特拉使用自爆咒文 |
| 灼眼的夏娜                        | 前代炎髮灼眼的殺手，為了打倒魔王棺柩裁縫師，在重傷瀕死的狀態下，啟動秘法「天破壤碎」。 |
| IS〈Infinite Stratos〉            | 秋天在戰鬥中被逼急了而抽出了亞拉喀涅的核心、讓核心外的零件自爆以掩護自己逃脫。 |
| 緋彈的亞莉亞                      | 蕾姬為了讓遠山金次逃走而曾打算使用武偵彈自爆。 |
| Fate/Apocrypha                    | 黑方Berserker企圖消滅紅Saber而使用解除限制的寶具磔刑的雷樹自爆。 |
| 平凡職業造就世界最強              | 梅爾德．洛金斯與中村惠里都曾使用自爆神器「最後的忠誠」。 |
| 蓋特機器人                        | 武藏。 |
|                                   | 葛林·安達林在亞特蘭提亞決戰中為了掩護麗花，以強攻型機械天使與戰翅同歸於盡而犧牲了自己。 |
| 無敵鐵金剛                        | 阿強可以自爆（在機戰修理只要十塊）。 |
| ALDNOAH.ZERO                      | 斯雷因·特洛耶特與地球最後總決戰中命令所有人撤離月面基地，並打算獨自留守，在所有人離開後自爆。 |
| 終極動員令3：泰伯倫戰爭           | Nod兄弟會的自爆單位狂熱份子。 |
| 红色警戒系列                      | 利比亚的作战单位：“自爆卡车”。 |
| 红色警戒系列                      | 古巴的作战单位：“恐怖份子”。 |
| 將軍系列終極動員令：將軍_絕命時刻 | 全球解放軍（Global Liberation Army，GLA）的恐怖份子及炸彈卡車。 |
| 將軍系列終極動員令：將軍_絕命時刻 | 全球解放軍（Global Liberation Army，GLA）的炸彈卡車（Bomb Truck）：GLA先進自殺攻擊車輛，可配備生化炸彈毒害敵人，以及高爆炸彈重創敵建築，且能夠偽裝成敵方載具。                                    |
| 將軍系列終極動員令：將軍_絕命時刻 | 全球解放軍（Global Liberation Army，GLA）的恐怖份子可以坐落機車變成恐怖份子機車。 |
| 战地系列                          | 将C4炸弹放置于载具上并引爆；其中在《战地：硬仗》中還有油罐車可藉由衝撞或破門炸彈引發大規模爆炸。                                                                                                  |
| 星海爭霸系列                      | 蟲族空中作戰單位自殺蟲，蟲族地上作戰單位被感染的人類（星海爭霸） |
| 宝可梦                            | 自爆及大爆炸為一般系絕招，以佛烈托斯與顽皮雷弹最具代表性。 |
| 火影忍者                          | 迪达拉吃下引爆黏土自爆。 |
|                                   | 火箭兵（Soldier）裝備了傷害均衡十字鎬或速度均衡十字鎬後，可使用嘲諷技：神風特攻隊，利用身上的手榴彈自爆。 爆破兵（Demoman）的解鎖武器：阿勒浦木製手榴彈，擊中敵人就會自爆，但有可能無須犧牲自身。 |
| BLEACH                            | 完現術者賈姬為了讓阿散井戀次逃離雪緒的能力空間，發動自爆而喪失自己的能力。 |
| 日本機器人動畫                    | 稱自爆為「男人的浪漫」，七八零年代的日本機器人動畫充斥著這樣的題材 |
| Minecraft                         | 苦力怕是游戏设定里一种会自爆的生物，也是游戏里的吉祥物 |